# ドゥクチュ県
ドゥクチュ県（―けん）は中華人民共和国甘粛省甘南チベット族自治州に位置する県。県人民政府の所在地は城関鎮。

## 歴史
1955年に宕昌県及び岷県より分割され舟曲県が置かれる。
白龍江（嘉陵江の主要支流）流域にあるドゥクチュは過去何度も土砂災害に襲われている。2010年夏には城関鎮を大規模な土石流が襲い、1200人を超える犠牲者を出した（舟曲土石流災害）。

## 行政区画
15鎮、4郷を管轄：
- 鎮：城関鎮、大川鎮、峰迭鎮、立節鎮、東山鎮、曲告納鎮、博峪鎮、巴蔵鎮、憨班鎮、坪定鎮、果耶鎮、武坪鎮、大峪鎮、江盤鎮、拱壩鎮
- 郷：曲瓦郷、南峪郷、八楞郷、挿崗郷